# Pleurocera foremani
Pleurocera foremani är en snäckart som först beskrevs av I. Lea 1843.  Pleurocera foremani ingår i släktet Pleurocera och familjen Pleuroceridae. IUCN kategoriserar arten globalt som starkt hotad. Inga underarter finns listade i Catalogue of Life.